# Oscar Albuquerque
Oscar Albuquerque (4 de septiembre de 1954, Lima, Perú) es un exfutbolista. Jugó como mediocampista. Pasó la mayor parte de su carrera jugando fútbol indoor con equipos de Estados Unidos, aunque también jugó en las primeras divisiones o ligas de fútbol profesional de Estados Unidos y Canadá. Actualmente es el presidente de Pro Soccer International, un grupo que tiene los derechos de equipos de Chicago y Rockford (Illinois) de la American Indoor Soccer League.
Cuando tenía 15 años, Albuquerque se trasladó con su familia de Perú a Toronto, Canadá. Cursó sus estudios universitarios en la Laurentian University, donde fue miembro del equipo de fútbol masculino entre 1976 y 1979. Forma parte del Athletic Hall of Fame de la universidad.
Tras salir de la universidad, Albuquerque empezó a jugar profesionalmente con Denver Avalanche. Durante su carrera se trasladó varias veces de equipo, hasta concluir con dos temporadas con los Illinois Thunder antes de retirarse definitivamente.

## Selección nacional
En 1979, Albuquerque fue convocado para hacer parte del equipo olímpico canadiense de fútbol que representaría al país en los Juegos Olímpicos de Moscú 1980. Canadá, sin embargo, no clasificó a la competición. El jugador sí representó al país en los Juegos Panamericanos.

## Entrenador
Durante las dos temporadas que jugó con los Illinois Thunder, Albuquerque también trabajó como entrenador asistente. El 4 de julio de 2004 se convirtió en entrenador asistente del Chicago Storm bajo la dirección del entrenador Frank Klopas.

## Clubes
| Club                | País           | Año       | Deporte       |
| ------------------- | -------------- | --------- | ------------- |
| Buffalo Blazers     | Estados Unidos | 1980      | Fútbol        |
| Denver Avalanche    | Estados Unidos | 1980-1982 | Fútbol indoor |
| Phoenix Inferno     | Estados Unidos | 1982-1983 | Fútbol indoor |
| Phoenix Pride       | Estados Unidos | 1983-1984 | Fútbol indoor |
| Hamilton Steelers   | Canadá         | 1984      | Fútbol        |
| Las Vegas Americans | Estados Unidos | 1985      | Fútbol indoor |
| Los Angeles Lazers  | Estados Unidos | 1986      | Fútbol indoor |
| New York Express    | Estados Unidos | 1986-1987 | Fútbol indoor |
| Memphis Storm       | Estados Unidos | 1987      | Fútbol indoor |
| North York Rockets  | Estados Unidos | 1987      | Fútbol        |
| Chicago Sting       | Estados Unidos | 1988      | Fútbol indoor |
| Chicago Power       | Estados Unidos | 1988-1990 | Fútbol indoor |
| Illinois Thunder    | Estados Unidos | 1990-1992 | Fútbol indoor |